# Agora d'Athènes
Pour l'agora établie sous la domination romaine d'Athènes, voir Agora romaine.
 (août 2023).
L’Agora d'Athènes, ou agora classique, est une ancienne place publique d'Athènes située au pied de la butte de Colonos Agoraios. Créée au VIe siècle av. J.-C., elle accueille notamment les principaux bâtiments politiques, des édifices à vocation religieuse ou juridique, et forme le carrefour des axes de communication dans la cité d'Athènes. Elle est peu à peu abandonnée pendant la période romano-byzantine. À partir du milieu du XIXe siècle, elle fait l'objet de nombreuses fouilles archéologiques, et est au XXIe siècle un important site touristique de la ville d'Athènes.

## Histoire
L'agora d'Athènes est créée sous l'archontat de Solon (594-593 av. J.-C), lorsque ce dernier décide de déplacer l'agora archaïque, située au nord-est de l'Acropole. Le déplacement nécessite alors de vider l'emplacement des tombes et des maisons qui s'y trouvent.[réf. nécessaire] À partir de cette période, l'agora d'Athènes accueille les principaux bâtiments politiques de la cité, jusque là situés sur l'Acropole, et les pouvoirs se séparent en plusieurs bâtiments distincts.
Durant l'Antiquité grecque, c'est à cet endroit que se déroulent les échanges, les rencontres et où s'exprime la vie sociale de la cité. Elle est complémentaire de l'Acropole, lieu central et surélevé qui rassemble ce qu'il y a de plus sacré, et de l'Agros, espace périphérique de la cité et zone nourricière de culture.
L'agora reste un espace ouvert pendant toute l'époque classique et ne deviendra un espace fermé qu'à l'époque hellénistique, avec l'ajout de la Stoa d'Attale, don du roi de Pergame.
Peu à peu, durant la longue période romano-byzantine, l'Agora d'Athènes est abandonnée et devient un simple quartier (dont les constructions ré-employèrent souvent les pierres antiques) et, lorsque la ville rétrécit à la suite des invasions des Goths (IVe siècle) et des Slaves (VIe siècle), elle représente la partie occidentale de la petite bourgade qu'est devenue Athènes (aujourd'hui[Quand ?] Pláka).
Les habitations qui occupent ensuite le site sont rachetées et rasées au XXe siècle, tandis que le site antique est dégagé. L'Agora d'Athènes est aujourd'hui un très important site archéologique et touristique, situé en plein cœur de la ville moderne, au pied de l'Acropole.

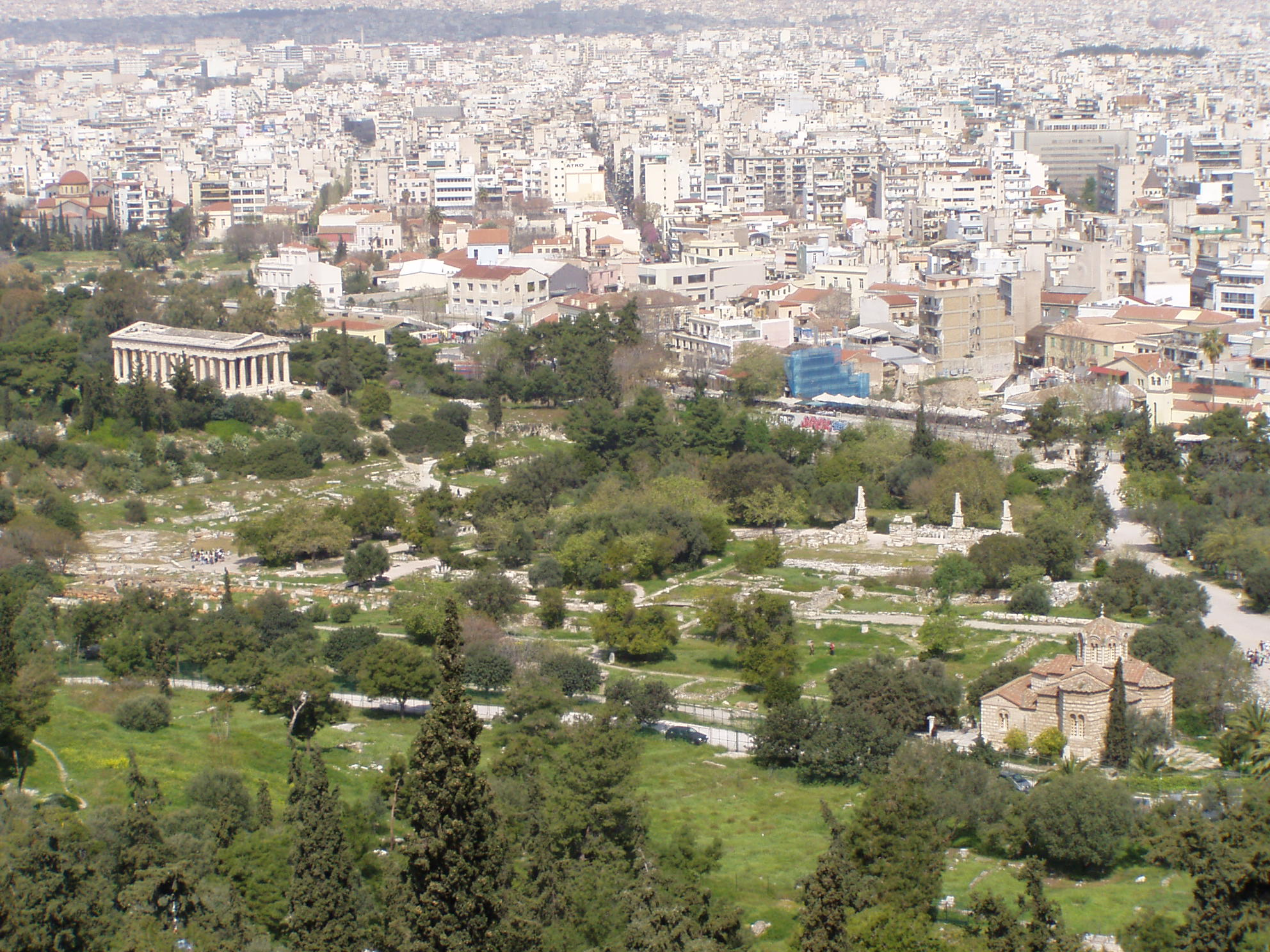
L'Agora, au centre d'Athènes, et à gauche, le « Théséion » comme il est souvent appelé, en réalité un Héphaïstéion.

### Fouilles
Les premières fouilles sur le site de l’Agora antique sont exécutées par la Société archéologique grecque au cours des années 1859-1912 et mettent surtout au jour le Portique des Géants et une partie du côté ouest de l’Agora, où l’Institut Archéologique allemand fouille en 1896-1897.
En 1890-1891, dans la partie nord de l’Agora une tranchée profonde est ouverte pour le passage de la voie ferrée Athènes-Le Pirée. On y trouve beaucoup de vestiges et de bâtiments anciens qui sont détruits[Par qui ?], ainsi que des fragments de sculptures, transférées au Musée National[Lequel ?].
Les fouilles systématiques de l’École américaine d’études classiques commencent en 1931 et continuent jusqu’en 1940. Elles recommencent après la Seconde Guerre mondiale de 1946 à 1960. Pour fouiller le site entier, il faut démolir plus de 360 maisons modernes. De 1953 à 1956, grâce au financement accordé par JD. Rockefeller, le portique ou stoa d'Attale est reconstruit en vue d'une utilisation comme musée, réserves, laboratoires et bureau de fouilles du site de l’Agora. Le site réaménagé est confié à la Société Archéologique grecque.
En 2012, les travaux du métro d'Athènes mettent au jour le plus long tronçon actuellement connu de la Voie sacrée, la route venant d'Éleusis. Les fouilles permettent de dégager les murs de soutènement dont elle est encadrée ainsi que les ruines du cimetière antique qui la longe. Ces ruines s'échelonnent de l'époque géométrique jusqu'à la période post-romaine.

## Description

### Localisation
L'agora d'Athènes est située au pied de la butte de Colonos Agoraios. Elle se trouve au point le plus bas de l’astu et forme le carrefour des axes de communication dans la cité d'Athènes. Ainsi, l’autel des Douze Dieux est le point à partir duquel on calcule toutes les distances. Elle est entourée des grands axes de communications, vers Le Pirée, le port d’Athènes, la Porte sacrée et la porte du Dipylon et la voie des Panathénées vers l’Acropole.

### Édifices

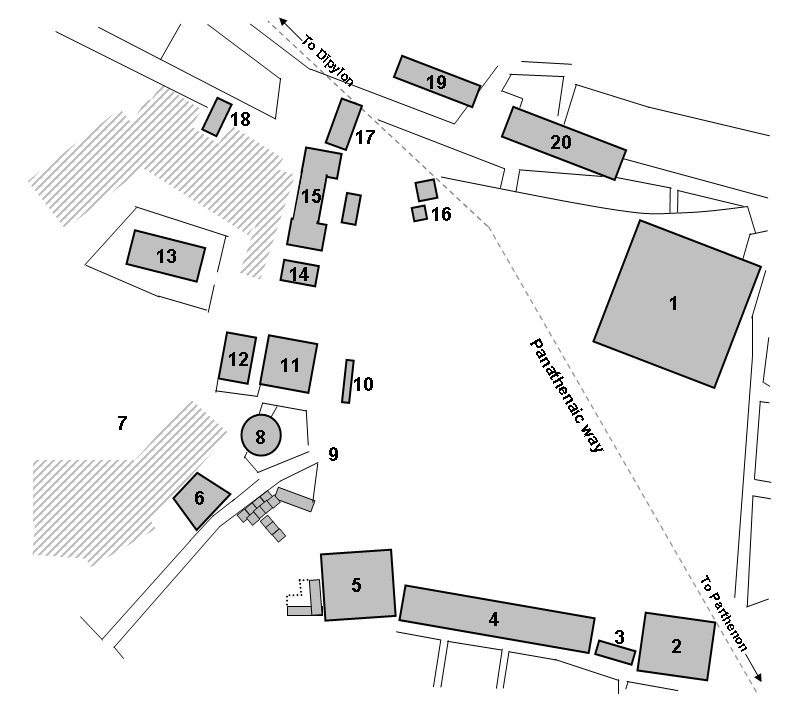
Plan de l'agora d'Athènes au et

La frontière entre les différentes catégories de bâtiments n'est pas toujours évidente. Le résultat des différentes fouilles est parfois vague. On ne sait à quoi correspond le bâtiment nommé arsenal, et la découverte du stratégeion est sujette à caution.
Toutefois, les fouilles ont révélé un important témoignage de la démocratie athénienne, les ostraca, tessons de poterie faisant office de bulletins dans la procédure d'ostracisme.

#### Liste d'édifices
1. Bâtiment à péristyle
2. Monnaie
3. Fontaine sud-est ou Ennéacrounos
4. Stoa sud
5. Héliée
6. Stratègeion
7. Colonos Agoraios
8. Tholos
9. Borne de l'Agora
10. Monument des héros éponymes
11. Métrôon (ancien Bouleutérion)
12. Bouleutérion
13. Héphaïstéion (Théséion)
14. Temple d'Apollon Patroos
15. Stoa de Zeus
16. Autel des Douze Dieux
17. Stoa royale
18. Temple d'Aphrodite Ourania
19. Stoa d'Hermès
20. Stoa Poikilè
21. Stoa d'Attale (aujourd'hui reconstruit, ce portique de style éclectique est conforme aux caractéristiques de l'art de l'époque hellénistique)

#### Édifices à vocation religieuse
- Temple d'Apollon Patroos
- Autel des Douze Dieux, les douze dieux principaux du Panthéon athénien, dont Athéna, Zeus, Poséidon…
- Métrôon, ancien bouleuterion, y accueille les archives et le culte de Rhéa, mère des dieux de l'Olympe.
- Autel d'Aphrodite Ourania
- Stoa de Zeus
- Héphaïsteion, aussi appelé[Par qui ?] à tort Théséion, seul bâtiment encore debout.
- Monument des héros éponymes, symbole du synœcisme athénien et représentant les 10 tribus d'Athènes.

#### Édifices à fonction politique
- Bouleutérion, où siègent les Bouleutes
- Tholos : on y conserve les étalons de monnaie, poids et volume.
- Stoa du roi, aussi nommée Stoa Basileos, siège de l'archonte roi
- Monnaie
- Stratègeion, habitation des stratèges
- Arsenal
- Stoa Sud : y sont entreposés comme dans la Tholos[Quoi ?] les étalons.

#### Constructions à destination juridique
- Héliée

#### Commodités
- Fontaine sud-est ;
- Boutiques : L'agora est un lieu de marché intense, à tel point que les réunions de l’ecclésia ne seront plus possibles au Ve siècle av. J.-C. Les boutiques sont en bois, tissus, adossées aux stoas, le long des voies de circulation. L'agora est un lieu hautement social, où se réalisent de nombreuses rencontres de toutes sortes ;
- Théâtre en bois amovible, utilisé pendant les réunions de l'assemblée du peuple (ecclésia), les Grandes Dionysies et d'autres occasions ; cette assemblée du peuple se réunira plus tard sur la Pnyx. Un théâtre en pierre sera construit près de l'acropole au Ve siècle av. J.-C., après un effondrement accidentel de la structure.